# Сонце сідало
«Сонце сідало» (The Sun Was Setting) — американський телевізійний чорно-білий короткометражний фільм 1951 року. Дебютна стрічка режисера Еда Вуда.
Фільм було відзнято неподалік від містечка Сенґер, штат Каліфорнія.

## Акторський склад
- Анджела Стівенс — Джун
- Філліс Котс — Рене
- Том Кін — Пол